# La Genétouze
La Genétouze is een gemeente in het Franse departement Charente-Maritime (regio Nouvelle-Aquitaine) en telt 259 inwoners (1999). De plaats maakt deel uit van het arrondissement Jonzac.

## Geografie
De oppervlakte van La Genétouze bedraagt 38,3 km², de bevolkingsdichtheid is 6,8 inwoners per km².
De onderstaande kaart toont de ligging van La Genétouze met de belangrijkste infrastructuur en aangrenzende gemeenten.

## Demografie
Onderstaande figuur toont het verloop van het inwonertal (bron: INSEE-tellingen).